# Livoberežnyj most
Livoberežnyj most (ukrajinsky Лівобережний міст) je silniční most na Ukrajině. Překračuje řeku Dněpr ve městě Kamjanske. Most je čtyřpolový, což znamená, že se skládá ze čtyř mostů. Tyto mosty překonávají splavný a nesplavný kanál Dněpru, železnici a Elizabetivskou magistrálu. Celková délka celé konstrukce je až 8 570 metrů. Z toho Dněpr překonává část mostu o délce 1570 metrů. Původně měl být most o něco delší a pokračovat podél sídliště, které se mělo také dále rozrůstat, ale v první polovině 90. let byla výstavba tohoto sídliště zpomalena, až se nakonec zastavila v důsledku nedostatku financí. S tímto se zastavila i stavba mostu. Součástí mostu je i křižovatka na jeho konci na levém břehu.

## Výstavba
Most se začal budovat v polovině nebo konci 80. let a dokončen byl v roce 1996. Přesný rok začátku výstavby není znám a liší se zdroj od zdroje. Na začátku 90. let byla však stavba na několik let zastavena a obnovena byla až v prosinci 1994. Slavnostního obnovení výstavby se zúčastnil i tehdejší prezident Ukrajiny Leonid Kučma. Zbytek mostu byl údajně dokončen na náklady města, protože ani přes urgování vedením města nebyly přiděleny z Kyjeva žádné finanční prostředky.
Hlavní účel mostu je spojit centrum města Kamjanske s velkým sídlištěm na levém břehu Dněpru. Dříve tento most nahrazovala silniční komunikace přes hráz Středodněperské vodní elektrárny, ale s narůstající dopravou začalo být toto spojení nedostatečné.

### Tramvaj
Původně měla být součástí mostu také vysokorychlostní tramvaj, pro kterou byly připraveny některé objekty, například středový pruh pro dvoukolejný provoz, několik podchodů s nástupišti. Tramvajová linka na mostě měla být uvedena do provozu v roce 2005 a měla vést z levobřežního sídliště do ulice Respublikanska na pravém břehu. Celkem měla mít 12 stanic s krytými nástupišti. Ty měly být vybaveny turnikety podobnými těm, jako se používají například v metru. Po trase měly jezdit tři vozy, každý s kapacitou až 120 osob. Plánovaná rychlost tramvaje byla asi 60 kilometrů v hodině. V místě, kde měla tramvaj z mostu sjíždět stojí obchod s potravinami ATB-Market, který bude muset být odstraněn, pokud se vedení města rozhodne trať dokončit.